# Ядринцевская улица
Ядринцевская улица — улица в Центральном районе Новосибирска. Начинается от Красного проспекта, пересекает улицы Мичурина, Каменскую, Семьи Шамшиных. Правая нечётная сторона между улицами Мичурина и Каменской является границей Центрального парка. Заканчивается, разветвляясь на три улицы: Потанинский переулок, Ядринцевский конный спуск и улицу Ольги Жилиной.

## История
Улица названа в честь Николая Михайловича Ядринцева (1842—1894), известного русского писателя и публициста, сибирского областника, исследователя Сибири и Центральной Азии, и значилась таковой на карте города 1906 года.
В 1904 году предприниматель Никифор Адриянов организовал по адресу № 15 производство фруктовых напитков, которые, согласно рекламе, готовились «исключительно на сахаре»; в 1912—1913 годах он также владел оптовым складом мёда и пива на перекрёстке Ядринцевской и Кабинетской.
В 1925 году на улице в доме № 45 открылся туберкулёзный диспансер.

## Примечательные здания
Дом 19 — особняк Т. Е. Тоторина, двухэтажный кирпичный дом, построенный в 1912 году. Принадлежал купцу Т. Е. Тоторину. Здание признано памятником архитектуры регионального значения.
Дом 25 — особняк, кирпичное здание, возведённое в 1911 году. Является памятником архитектуры регионального значения. С 1986 по 1996 год в этом здании трудился композитор Аскольд Муров. В настоящее время в здании находится «Новосибирский Дом композиторов».
Дом 61 — деревянный частный дом, в котором жила известная рок-певица и поэтесса Янка Дягилева. 31 мая 2014 года на доме была установлена мемориальная доска в память о певице. Средства на создание мемориальной доски собирали поклонники Янки Дягилевой.
Дом 66 — городская начальная школа, двухэтажное здание, построенное в 1912 году по проекту архитектора А. Д. Крячкова. В настоящее время в доме располагается Новосибирский государственный театральный институт. Памятник архитектуры регионального значения.

## Учреждения
- Новосибирский государственный университет экономики и управления
- Новосибирский государственный театральный институт
- Новосибирский музыкальный колледж им. А. Ф. Мурова
- Новосибирский областной Российско-Немецкий Дом

## Известные жители
- Фёдор Иванович Анисичкин (1915—1998) — Герой Советского Союза. С 1989 по 1998 год жил в доме № 27. На здании установлена мемориальная доска[9].
- Георгий Павлович Лыщинский (1922—1995) — советский и российский учёный, ректор Новосибирского электротехнического института, почётный гражданин Новосибирска, почётный доктор Силезского политехнического института (Польша). Жил в доме № 27. На здании со стороны Ядринцевской улицы установлена мемориальная доска[10].
- Владимир Федосеевич Хоменко — выдающийся врач-фронтовик, хирург-уролог, профессор. С 1988 по 2002 год жил в доме № 27. На здании установлена мемориальная доска[11][12]